# USS Monterey (BM-6)
Lo USS Monterey (codice e numero d'identificazione BM-6) in servizio dal 1893 al 1921 con l'US Navy. Ha partecipato alla guerra ispano-americana del 1898 e alla prima guerra mondiale dal 1917 al 1918. 

## Storia

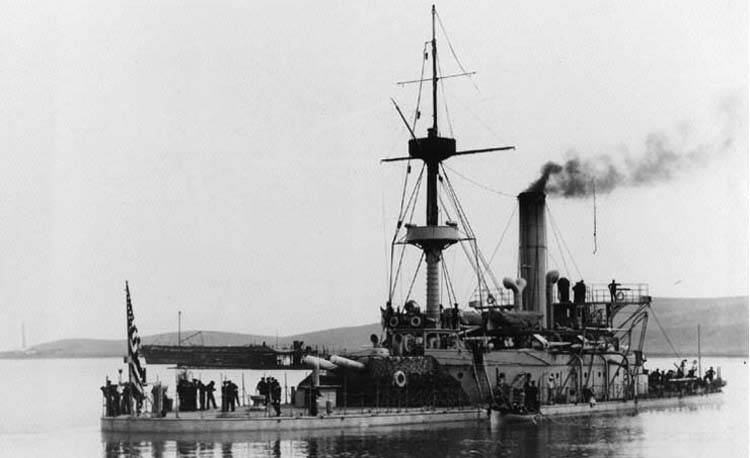
Il Monterey presso il cantiere Mare Island Navy Yard, circa 1896. Sullo sfondo è visibile il monitore Camanche.

Seconda unità dell'US Navy a portare il nome di Monterey, la sua costruzione fu autorizzata il 3 marzo 1887, espressamente destinata alla difesa costiera. Il suo progetto incorporava e integrava tutti i più recenti progressi (da un punto di vista americano) nella scienza e nella tecnologia.
Il Monterey doveva essere una nave corazzata relativamente piccola, con fiancate basse, e un dislocamento di circa 4.000 tonnellate. I suoi cannoni dovevano essere montati su basi "nascoste", in supporti a barbetta di prua e di poppa: il supporto di prua doveva ospitare un cannone da 402 millimetri, del peso di oltre 110 tonnellate. Il supporto di poppa doveva ospitare un cannone da 305 millimetri e, inoltre, la nave doveva essere armata con un cannone pneumatico da 15 pollici progettato da Zalinsky, che sparava proiettili di dinamite stabilizzati da pinne lungo una traiettoria elevata. L'armamento si rivelò troppo pesante, con il monitore che avrebbe superato il peso massimo a pieno carico preventivato.
Di conseguenza, nel 1889 il progetto fu radicalmente rivisto a favore dell'alleggerimento dell'armamento e della sua semplificazione. I supporti in barbetta, considerati obsoleti, furono sostituiti da un armamento installato in torretta, consistente in quattro cannoni da 305 mm. Tuttavia, anche questo armamento si rivelò troppo pesante e il progetto fu rielaborato ancora una volta.
Nella versione finale, la nave divenne un classico monitore a doppia torretta, con fiancate basse, pescaggio ridotto e ponte liscio; tra le torrette fu installata un'alta sovrastruttura per migliorarne l'abitabilità.
Il Monterey fu impostato presso il cantiere Union Iron Works di San Francisco, California, il 20 dicembre 1889,  varato il 28 aprile 1891, con madrina la signorina Kate C. Gunn, ed entrò in servizio il 13 febbraio 1893 al comando dal capitano Lewis Kempff . Il costo di costruzione era stato di 1.628.950 dollari.
Il Monterey  aveva scafo in ferro, era lungo 79,53 m fuori tutto, aveva una larghezza di 18,01 m e un pescaggio 4,52 m. dislocava 4.084 t. L'apparato propulsivo si basava su 2 macchine a triplice espansione e 4 caldaie a vapore Babcock & Wilcox alimentate a carbone, azionava 2 eliche. La velocità massima era pari a 11,5 nodi. La dotazione di carbone era di 230 tonnellate.  L'equipaggio era formato da 218 tra ufficiali, sottufficiali e marinai.
La nave era armata con due cannoni da 305/35 mm in una torretta binata a prua, e due cannoni da 254/30 mm in una torretta binata a poppa. L'armamento secondario era composto da 6 cannoni Hotchkiss da 57 mm in impianto singolo.  La nave era dotata di uno sperone, ma non di siluri.  La cintura corazzata principale era spessa da 140 a 330 mm, mentre il ponte corazzato era spesso 78 mm.  Le torri di grosso calibro aveva spessore variabile da 180 a 210 mm, mentre quello delle barbette variava da 290 a 330 mm. La nave era dotata di serbatoi di compensazione che le consentivano di immergersi fino a quando non rimanevano solo pochi centimetri di bordo libero, riducendone le dimensioni come bersaglio.
All'entrata in servizio fu assegnata allo Squadrone del Pacifico per la difesa portuale, e operando dal cantiere Mare Island Naval Shipyard, effettuò numerosi viaggi verso i porti della costa occidentale per esercitazioni di tiro durante i suoi primi 5 anni di servizio. Ogni primavera il monitore effettuava un viaggio lungo la costa californiana o una trasferta nello stato di Washington per esercitarsi al tiro al bersaglio al largo di Port Angeles. Da aprile ad agosto 1895, effettuò un lungo viaggio lungo la costa sudamericana fino a Callao, in Perù, passando per Acapulco, Mazatlán e Panama.  Rimase danneggiata in una collisione con la nave Transit mentre era all'ancora al largo di Seattle, il 12 aprile 1896.
Con lo scoppio della guerra ispano-americana e la vittoria del commodoro George Dewey nella baia di Manila il 1° maggio 1898, al Monterey fu ordinato di salpare per le Filippine per fornire all'Asiatic Squadron un grosso supporto di artiglieria contro un possibile attacco del 2ª Squadra spagnola la comando del contrammiraglio Manuel de la Cámara, che includeva la corazzata Pelayo e l'incrociatore corazzato Emperador Carlos V.
Sebbene non progettato per lunghe crociere oceaniche, il Monterey salpò da San Diego, l'11 giugno in compagnia della carboniera Brutus per Manila. Navigando via Honolulu e Apra Harbor, Guam, le navi percorsero il viaggio di 8.000 miglia senza incidenti, arrivando a Cavite il 13 agosto, in tempo per l'assalto finale a Manila. Il Monterey rimase nelle Filippine, supportando l'occupazione di Luzon fino al 1899. Il 18 settembre iniziò 5 giorni di operazioni nella baia di Subic con le cannoniere Charleston e Concord e la nave rifornimento Zafiro, contribuendo a distruggere un grosso cannone in fondo alla baia il 25. Rimase nelle Filippine fino al 6 aprile 1900, poi salpò per la Cina, dove ricevette nuove caldaie a Hong Kong. La Monterey operò come nave stazionaria a Shanghai dal luglio 1900 al settembre 1901, risalendo il fiume  fino a Nanchino dal 25 al 31 luglio 1902 con a bordo il Commissario Speciale T. S. Sharretts per una missione diplomatica. Al comando del capitano Franklin Jeremiah Drake il Monterey salire il fiume Yangtze per proteggere i cittadini americani e gli interessi commerciali degli Stati Uniti d'America. Durante il Capodanno cinese, nel gennaio del 1903, in qualità di ufficiale superiore, Drake riuscì a reprimere, con misure tempestive, una rivolta di 5.000 ribelli armati che erano entrati nella vecchia Canton sotto mentite spoglie con l'intento di massacrare il viceré e altri funzionari manciuriani al potere. Nel servizio in Cina si alternò con un altro monitore, lo Monadnock.
La nave continuò poi le sue operazioni lungo la costa cinese da Yantai a Hong Kong, e servì anche come nave stazionaria a Shanghai per brevi periodi. Ritornò a Cavite nella primavera del 1903 per riparazioni e fu dismessa il 15 dicembre 1904.
Il Monterey fu riarmato in riserva presso la stazione navale di Olongapo il 28 settembre 1907, ma fu rimesso in servizio ordinario il 7 maggio 1908. Rimase a Olongapo, riarmato in riserva fino al novembre 1911, effettuando brevi viaggi a Cavite, Manila e nella baia di Subic per riparazioni e esercitazioni di tiro. Fu rimesso in servizio attivo il 9 novembre 1911 e due giorni dopo salpò per Amoy, in Cina. La Monterey operò al largo della costa cinese per proteggere gli interessi americani a Fuzhou, Shantou e Shanghai fino al suo ritorno a Cavite via Hong Kong il 16 novembre 1913. La Monterey tornò in riserva a Olongapo l'11 febbraio 1913 e, quando scoppiò la prima guerra mondiale in Europa, si trasferì a Cavite l'11 agosto 1914. Ritornò a Olongapo nel maggio 1915 e il 24 dicembre salpò per una crociera nelle Filippine, operando nell'area Manila-Cavite per esercitazioni, reclutamento e pattugliamento delle isole fino a Zamboanga, Mindanao, tornando a Cavite il 29 giugno 1916.
La nave partì da Cavite il 13 novembre 1917 e fu rimorchiato dalla carboniera Ajax il 15. Proseguì via Guam fino a Pearl Harbor, dove arrivò il 19 dicembre. Assegnata come nave caserma per la base navale di Pearl Harbor, la Monterey rimase in servizio presso la locale base dei sottomarini fino al suo disarmo, avvenuto il 27 agosto 1921. Fu venduta alla A. Bercovich Co. di Oakland, California, il 25 febbraio 1922 e rimorchiata attraverso il Pacifico per essere demolita.
Dopo la demolizione del monitore, la campana del Monterey  fu installata all'isola Ford a Pearl Harbor, da dove fu testimone dell'attacco del 1941.

### Annotazioni
1. ↑  I cannoni da 305 mm avevano una cadenza di fuoco di 1 colpo al minuto, una velocità iniziale di 640 metri al secondo, una gittata di 11 chilometri. Il peso del proiettile era pari a  395 kg. Alla massima gittata, un proiettile perforante poteva penetrare una piastra corazzata, rinforzata con il metodo Harvey, spessa 220 mm  Tuttavia, gli attacchi delle torrette non erano bilanciati e quando le torrette venivano ruotate lateralmente, il monitor iniziava a ruotare. Le torrette erano azionate da meccanismi idraulici. I cannoni da 254 mm avevano una buona gittata (circa 18 km alla massima elevazione; tuttavia, con i sistemi di controllo del fuoco dell'epoca, sparare a tale distanza era possibile solo su bersagli ad area), ma a causa della canna corta, avevano una bassa velocità iniziale e una bassa capacità di perforazione. I loro supporti erano idraulici.

### Fonti
1. 1 2 3 4 5 6 7 8 9 10 11  Gardiner 1989, p. 146.
2. 1 2 3 4 5 6 7  Navsource.
3. 1 2 3 4 5 6 7 8 9 10 11 12 13 14 15 16  Silverstone 2006, p. 18.
4. 1 2 3 4 5 6 7  Spanamwar.
5. 1 2 3 4 5 6 7 8 9  Laszoi.